# Dolunay
Dolunay (en español: Luna llena) es una serie de televisión turca de 2017 producida por No Dokuz Productions para Star TV.

## Trama
Nazlı (Özge Gürel) es una cocinera aficionada que quiere convertirse en una profesional de la cocina. Así, comienza a trabajar como cocinera en la casa de Ferit Aslan (Can Yaman), un joven y adinerado empresario. Una noche, Nazlı se queda en la casa de Ferit, ya que esta había tomado unas copas de más en una fiesta. Al día siguiente por la mañana, Nazlı se despierta y se da cuenta de que está en casa de Ferit, aunque las cosas no empiezan con buen pie. Además, Deniz, el mejor amigo de Ferit que es como un hermano para él, se encuentra con Nazlı y pronto se hacen amigos, aunque él se siente atraído por ella, pero el sentimiento no es mutuo. Sin embargo, a pesar de las adversidades, sobre todo las relacionadas con la pérdida de los padres del pequeño Bulut y la lucha por su custodia contra Hakan y Demet, se sientan las bases de un gran amor entre Ferit y Nazlı.

## Reparto
- Özge Gürel como Nazmiye "Nazlı" Pinar.
- Can Yaman como Ferit Aslan.
- Hakan Kurtaş como Deniz Kaya.
- Necip Memili como Hakan Önder.
- Türkü Turan como Alya.
- Öznur Serçeler como Fatoş.
- İlayda Akdoğan como Asuman Pinar.
- Berk Yaygın como Tarık.
- Balamir Emren como Engin Aslan.
- Alara Bozbey como Demet Kaya Önder.
- Alihan Türkdemir como Bulut Kaya.
- Yeşim Gül como Leman Aslan.
- Emre Kentmenoğlu como Bekir.
- Özlem Türay como la Señora İkbal.
- Ayumi Takano como Manami.
- Gamze Aydoğdu como Melis.
- Minel Üstüner como Pelin.
- Irmak Ünal como Zeynep Kaya Aslan.
- Mert Yavuzcan como Demir Kaya.

## Temporadas
| Temporada | Temporada | Episodios | Rango de episodios | Emisión original   | Emisión original        |
| Temporada | Temporada | Episodios | Rango de episodios | Inicio             | Final                   |
| --------- | --------- | --------- | ------------------ | ------------------ | ----------------------- |
|           | 1         | 26        | 1 - 26             | 4 de julio de 2017 | 31 de diciembre de 2017 |